# Luperina nicaeensis
Luperina nicaeensis är en fjärilsart som beskrevs av Culot 1913. Luperina nicaeensis ingår i släktet Luperina och familjen nattflyn. Inga underarter finns listade i Catalogue of Life.